# Ilhas Cayman nos Jogos Olímpicos de Inverno da Juventude de 2012
As Ilhas CaimãoPE/ CaymanPB participaram dos Jogos Olímpicos de Inverno da Juventude de 2012, realizados em Innsbruck, na Áustria. A delegação nacional contou com um total de um atleta, que estava inscrito para concorrer no esqui alpino, contudo, o atleta Dean Travers não foi listado em nenhum evento.